# Ciccaba
Ciccaba és un gènere d'ocells de la família dels estrigiformes (Strigiformes) que habita la zona neotropical, sobre el qual no hi ha consens taxonòmic. Les seves espècies eren incloses al gènere Strix i encara ho són a algunes classificacions

## Taxonomia
Segons el Handook of the Birds of the World i la quarta versió de la BirdLife International Checklist of the birds of the world (Desembre 2019), aquest gènere està format per 4 espècies. Tanmateix, la llista mundial d'ocells del Congrés Ornitològic Internacional (versió 13.1, gener 2023) no reconeix Ciccaba i considera que aquestes espècies pertanyen al gènere Strix.
S'han descrit 4 espècies dins aquest gènere:
- gamarús cafè (Ciccaba virgata).
- gamarús camablanc (Ciccaba albitarsis).
- gamarús capnegre (Ciccaba nigrolineata).
- gamarús fosc (Ciccaba huhula).